# Little Busters!
《Little Busters!》，中文片名為校園剋星，是日本遊戲品牌Key於2007年7月27日所推出的戀愛冒險遊戲，該遊戲也是Key成立後第六款Windows PC平台遊戲。擁有不同於《Kanon》、《AIR》、《CLANNAD》的風格。PC十八禁版《Little Busters! Ecstasy（Little Busters! EX）》（リトルバスターズ！エクスタシー）於2008年7月25日及9月26日發售，移除十八禁元素後亦移植到多個平台上發售。該遊戲故事主要敘述主角直枝理樹與朋友在小時候組成的團體「Little Busters」
在《Little Busters!》中擁有許多故事分支，並提供玩家與六名女主角互動的選擇。小遊戲是指在《Little Busters!》中穿插的各種遊戲，出現在共通線和沙耶線中。小遊戲可以由玩家選擇是否開啟，除沙耶「學院革命線」外，關閉小遊戲對遊戲流程沒有影響。小遊戲的完成進度與小遊戲中出現的各種情況有關，如：在戰鬥排位賽中出現的各種武器，結束後的不同排名等。《Little Busters!》和《Little Busters! Ecstasy》為日本暢銷的PC遊戲，其中《Little Busters! Ecstasy》銷售量超過十萬台。Key于2010年6月25日发售《Little Busters!》和《Little Busters! EX》的后日谈《Kud Wafter》。
《Little Busters!》的原著改編並发布于其他媒體上。該作品已改編成十三款漫畫，並各由ASCII Media Works、角川書店、一迅社出版。漫畫選集、廣播劇、輕小說等媒體也陸續发布。由J.C.STAFF負責製作、山川吉樹擔任導演的26集電視動畫於2012年10月至2013年4月播映。2013年8月發售OVA。2013年10月至12月播映第二季13集電視動畫《Little Busters! 〜Refrain〜》。2014年1月至7月發售共八集OVA《Little Busters! EX》。

## 系統簡介
遊戲屬戀愛冒險遊戲（攻略角色的劇情線），尚有附帶小遊戲系統。
遊戲開始時有六名角色劇情線處於開啟狀態：神北小毬、三枝叶留佳、能美·库特莉亚芙卡、来谷唯湖、西园美鱼，棗鈴。前述五名女角色好結局和棗鈴線壞結局通關後，解鎖棗鈴線好結局。棗鈴線好結局過關後，解鎖解答遊戲伏筆暨真正的主線結局「Refrain」線。通關完「Refrain」線真結局後，可攻略棗鈴、能美·库特莉亚芙卡、来谷唯湖的第二個好結局。Little Busters!中有穿插的各种小游戏，出现在共通线和沙耶线中。小游戏可以由玩家选择是否开启，除沙耶“学院革命线”外，关闭小游戏对游戏流程没有影响。小游戏的完成进度与小游戏中出现的各种情况有关，如：在战斗排位赛中出现的各种武器，结束后的不同排名等。
「Little Busters! EX」版本：游戏开始前会有关于世界秘密的选项，询问“你知道世界的秘密吗？”玩家點選「是」將可直接攻略EX版追加的三名女主角：笹濑川佐佐美、二木佳奈多、朱鹭户沙耶；點選「否」則依照原版遊戲流程攻略完所有路線，始可通關三名追加女主角的劇情線。

## 故事簡介
故事於2007年5月13日開始。主角直枝理樹與其青梅竹馬的朋友棗恭介、棗鈴、井之原真人、宮澤謙吾一起過著全寄宿制的高中生活。他們曾於小時候結成一個與惡勢力作鬥爭，號稱正義的使者的隊伍，名為「Little Busters」。某日，三年級的恭介從就職活動中回來，並提議要組成一個棒球隊伍，隊名沿用「Little Busters」，想和從前一樣再熱鬧地玩一次。於是理樹他們就開始尋找隊員，揮灑著青春的光彩，理樹也渴望與伙伴們的日子能夠永遠持續下去。不久以後，理樹和鈴在一隻被恭介取名為「藍儂」的貓身上找到一張紙條，上面有這樣的訊息：「請找出這個世界的秘密」…

## 開發與發行
自從Key的第一款遊戲以來，樋上至一直是Key原畫家，而Na-Ga一直與Key合作。角色設計在兩者之間分開，Na-Ga負責大多數的角色設計。在故事中的六位女主角中，小毬、葉留佳和唯湖由樋上至設計，而鈴、能美和美魚則由Na-Ga設計。劇本作家有麻枝准、都乃河勇人、城桐央、：麻枝准負責鈴和男性角色；負責美魚；都乃河勇人負責小毬和唯湖；城桐央負責葉留佳和能美。音樂由折戶伸治、麻枝准、Manack、PMMK、水月陵、MintJam負責。
Key開發本作品的消息於2005年尾發表，當初並未定下對象年齡，後來發表是全年齡對象遊戲。於2007年6月1日公開試玩版，同年7月27日發售。2008年7月25日及9月26日發售18禁版本「Little Busters! Ecstasy（Little Busters! EX）」（而在KEY 10th MEMORIAL BOX內的Little Busters! EX是全年齡版，稱為Converted Edition，PS2、PSP、PSV平臺均使用這一版本），而這也是迄今推出的所有遊戲內容中製作規模最大的戀愛冒險遊戲。當中無印中出現的配角二木佳奈多和笹瀨川佐佐美昇格為可攻略女角，另外再增加一個可攻略新女角朱鷺戶沙耶。2012年11月30日發售為了慶祝本作動畫化而推出的全年齡向「Little Busters! Perfect Edition」，劇情上未有變動，但新增了兩張CG和PSV版本僅有的額外元素，包括獎牌、除了男主角外所有角色的配音、新立繪等。
日本一般把「Little Busters!」略稱為，Key的網頁也有寫作，可認定為官方簡稱。

## 音樂

### 主題曲
（無印版）主題曲「Little Busters!」
作詞、作曲：麻枝，編曲：中澤伴行、尾崎武士（I've），歌：Rita
（EX／PE／Converted Edition版）主題曲「Little Busters! -Ecstasy ver.- 」
作詞、作曲：麻枝，編曲：中澤伴行、尾崎武士（I've），歌：Rita
Refrain片尾曲「Little Busters! -Little Jumper Ver.-」
作詞、作曲：，編曲：中澤伴行、尾崎武士（I've），歌：Rita
Refrain中途、來谷唯湖普通結局片尾曲「Song for friends」
作詞、作曲：，編曲：MintJam，歌：Rita
棗鈴普通結局片尾曲
作曲、編曲：PMMK
神北小毬、三枝葉留佳、來谷唯湖真實結局片尾曲「Alicemagic」
作詞：都乃河勇人、作曲：折戶伸治、編曲：MintJam，歌：Rita
能美·库特莉亚芙卡、西園美魚結局片尾曲
作詞：，作曲、編曲：PMMK，歌：Rita
二木佳奈多、笹瀨川佐佐美結局片尾曲「Alicemagic -Rockstar Ver.-」
作詞：都乃河勇人，作曲：折戶伸治，編曲、Remix：MintJam，歌：Rita
朱鷺戶沙耶結局片尾曲「Saya's Song」
作詞、作曲：，編曲：ANANT-GARDE EYES，歌：Lia
Refrain插歌
作詞、作曲：，編曲：Manack，歌：Rita

### 單曲
- Little Busters! / Rita（2007年12月28日）

作詞、作曲：，編曲：中澤伴行、尾崎武士（I've）
少有地在遊戲版本出售前推出的單曲。收錄了主題歌「Little Busters!」、及「Alicemagic」及其他共12首歌曲。

### 原聲帶
- Little Busters! Original SoundTrack（2007年9月28日）

| 曲目  | 曲目                                 | 曲目 | 曲目                                               |
| #     | Disc1                                | #    | Disc2                                              |
| ----- | ------------------------------------ | ---- | -------------------------------------------------- |
| 1     | Little Busters!                      | 1    | Mission possible ～but difficult task～            |
| 2     | RING RING RING!                      | 2    |                                                    |
| 3     |                                      | 3    |                                                    |
| 4     |                                      | 4    |                                                    |
| 5     |                                      | 5    |                                                    |
| 6     |                                      | 6    |                                                    |
| 7     |                                      | 7    |                                                    |
| 8     | BOYS DON'T CRY                       | 8    |                                                    |
| 9     | BOYS DON'T CRY ～intro only～        | 9    |                                                    |
| 10    |                                      | 10   |                                                    |
| 11    |                                      | 11   |                                                    |
| 12    | MY BRAVE SMILE                       | 12   |                                                    |
| 13    |                                      | 13   | Song for friends ～instrumental～                  |
| 14    |                                      | 14   |                                                    |
| 15    |                                      | 15   | Little Melody                                      |
| 16    |                                      | 16   |                                                    |
| 17    |                                      | 17   |                                                    |
| 18    |                                      | 18   |                                                    |
| 19    |                                      | 19   |                                                    |
| 20    |                                      | 20   |                                                    |
| Disc3 |                                      |      |                                                    |
| 1     |                                      | 8    |                                                    |
| 2     | Alicemagic                           | 9    | Song for friends -Short Ver-.                      |
| 3     |                                      | 10   | Little Busters! ‐Little Jumper Short Ver.-         |
| 4     | Song for friends                     | 11   | 未使用曲1 （Little Busters! -Little Jumper Ver.-） |
| 5     | Little Busters! -Little Jumper Ver.- | 12   | 未使用曲2 （Song for friends -instrumental Ver.-） |
| 6     | Little Busters! -Short Ver.-         | 13   | 未使用曲3                                          |
| 7     | Alicemagic -Short Ver.-              | 13   | 未使用曲3                                          |

Disc1
1. 歌：Rita，作詞／作曲：麻枝准 編曲：中澤伴行、尾崎武士（I've）

Disc3
1. 歌：Rita，作詞、作曲：麻枝准，編曲：Manack
2. 歌：Rita，作詞：都乃河勇人，作曲：折戶伸治，編曲：MintJam
3. 歌：Rita，作詞：，作曲、編曲：PMMK
4. 歌：Rita，作詞、作曲：，編曲：MintJam
5. 歌：Rita，作詞、作曲：，編曲：中澤伴行、尾崎武士（I've），Mix：高瀬一矢（I've）
6. 歌：Rita，作詞、作曲：，編曲：中澤伴行、尾崎武士（I've），Mix：高瀬一矢（I've）
7. 歌：Rita，作詞：都乃河勇人，作曲：折戶伸治，編曲：MintJam
8. 歌：Rita，作詞：，作曲／編曲：PMMK
9. 歌：Rita，作詞、作曲：，編曲：MintJam
10. 歌：Rita，作詞、作曲：，編曲：中澤伴行、尾崎武士（I've），Mix：高瀬一矢（I've）
11. 歌：Rita，作詞、作曲：，編曲：中澤伴行、尾崎武士（I've），Mix：高瀬一矢（I've）

- （2008年8月15日）

Little Busters-EX的追加歌曲。
| 曲目 | 曲目                                 |
| ---- | ------------------------------------ |
| 1    | Little Busters! -Ecstasy Short Ver.- |
| 2    | Will&Wish                            |
| 3    |                                      |
| 4    |                                      |
| 5    | glassware                            |
| 6    | Saya's Melody                        |
| 7    | Labyrinth                            |
| 8    | Shadow Buster                        |
| 9    | Thinking Time                        |
| 10   | Sha La La Ecstasy                    |
| 11   | Saya's Song -Short Ver.-             |
| 12   | Song for friends -No Intro Ver.-     |
| 13   | Alicemagic -Rockstar Short Ver.-     |
| 14   | Saya's Song                          |
| 15   | Little Busters! -Ecstasy Ver.-       |

## 漫畫
同樣作為《Little Busters!》系列的四格連環漫畫《Little Busters!》於2006年3月號至2010年3月號在ASCII Media Works發行的《電擊G's magazine》進行發表，2007年8月27日至2010年4月27日由隸屬ASCII Media Works的《電擊Comic EX》上推出。另外笹桐ゆうや也繪製了四格連環漫畫《Little Busters! EX》，並在2010年6月號至2014年5月號時刊載在《電擊G's magazine》之上，之後於2014年6月號開始刊載在雜誌，三本單行本於2011年2月26日至2013年10月26日由ASCII Media Works發行。
第三款由高木信孝所作的漫畫《Little Busters!》於2007年11月26日至2013年10月25日在ASCII Media Works發行的《電撃G's Festival! COMIC》上發表，2009年4月27日至2013年12月21日推出六本。第四款由あなぐらもぐら所作的漫畫《Little Busters!》於2008年5月號至2010年4月號在角川書店發行的《月刊Comp Ace》上發表，2008年9月26日至2010年4月22日推出兩本。
第五款由ZEN所作的漫畫於2009年1月26日至2010年2月23日在《電擊G's Festival! COMIC》上發表，一本單行本於2010年4月27日發售。ZEN也做了名為的漫畫，於2010年6月26日至2011年4月26日在《電撃G's Festival! COMIC》上發表，一本單行本於2011年5月27日發售。ZEN也做了名為的漫畫，於2011年6月23日至2012年6月26日在《電撃G's Festival! COMIC》上發表，一本單行本於2012年8月27日發售。ZEN也做了名為《Little Busters! End of Refrain》的漫畫，於2012年11月號至2014年5月號在《電擊G's magazine》上發表，之後於2014年6月號開始刊載在雜誌，二本漫畫單行本於2013年3月27日至9月27日發售。
第九款由みさき樹里所作的漫畫於2010年5月號至2012年1月號在《月刊Comp Ace》上發表，三本漫畫單行本於2010年9月25日至2011年12月21日發售。第十款由所作的漫畫於2011年4月號至2013年3月號在在一迅社旗下雜誌《Comic REX》上發表，四本漫畫單行本於2011年8月27日至2013年3月27日發售。第十一款由所作的漫畫於2011年8月號起在一迅社旗下雜誌《漫畫4格KINGS Palette》上發表。第十二款由itotin作畫的漫畫於2012年3月30日至2013年10月30日至2013年3月號在ASCII Media Works發行的《DENGEKI HIME》上發表，三本單行本於2012年10月15日至2013年12月15日發售。第十三款由黑八所作的漫畫於2012年11月號至2013年7月號在角川書店發行的《Comptiq》上發表，兩本單行本於2013年3月9日至9月26日發售。
除了官方授權的漫畫作品外，另外也有數家公司自行邀請許多著名的藝術家一同推出不同系列的漫畫選集。Enterbrain最早在2007年9月首次發布自家公司所推出，2008年7月第六卷出版，均由隸屬Enterbrain的《Magi-Cu》上推出。一迅社於2007年10月至2008年7月推出一系列的《Little Busters!漫畫選集》。宙出版在2007年11月至2008年1月推出一系列的《Little Busters!》漫畫選集作品，均由隸屬宙出版的上推出。HARVEST出版在2007年12月20日推出一本名為單行本。一本名為於《月刊Comp Ace》發表。
Enterbrain於2008年11月至2012年8月發售十七卷四格連環漫畫。一迅社於2008年11月至2011年8月推出兩卷《Little Busters!Ecstasy漫畫選集》。一迅社於2009年7月至2013年11月推出十卷名為選集。文苑堂書店於2008年12月12日發售漫畫選集。標題為《Little Busters! Ecstasy Comic A La Carte》的選集於2010年4月號在《月刊Comp Ace》進行發表，一本單行本於2010年4月22日發售。以兩本《Little Busters!Ecstasy漫畫選集》劇情加以創作的漫畫選集《Little Busters! Ecstasy H&H》於2010年6月25日至8月25日由HARVEST出版發售。
ASCII Media Works於2012年12月至2013年2月發售《Little Busters!Ecstasy漫畫選集》。Enterbrain於2012年12月至2013年3月發售三本四格連環漫畫。一迅社於2013年1月推出由所作的《RING RING BUSTERS!》。一迅社於2013年3月推出《電視動畫Little Busters!漫畫選集》。

## 電視動畫
Key於2012年3月31日宣佈將此作進行動畫化，並於同年10月6日起由TOKYO MX播放，製作公司為J.C.STAFF。在第一期播放結束後，J.C.STAFF隨即宣佈製作第二期動畫，名稱為《Little Busters! 〜Refrain〜》。2013年4月7日Little Busters!動畫官方網站新增《Little Busters! 〜Refrain〜》第二季的宣傳PV。在《Little Busters! 〜Refrain〜》播放前約一個月，官方亦宣布即將製作《Little Busters! EX》，內容為遊戲EX版新增的二木佳奈多線、笹瀨川佐佐美線和朱鷺戶沙耶線，將作為特典附錄於《Refrain》各卷Blu-Ray Disc內，合共8話。2013年9月16日Little Busters!動畫官方網站新增《Little Busters! EX》第三季OVA的情報，並釋出相關網頁。

### 第一季「Little Busters!」
《Little Busters!》電視動畫版本於2012年10月6日起，於日本TOKYO MX、tvk、MBS、愛知電視台、BS11、群馬電視台、AT-X、栃木電視台放送。

#### 製作人員
- 原作：Key
- 人物原案：樋上至、Na-Ga
- 監督：山川吉樹
- 助監督：櫻井親良
- 系列構成：島田滿
- 劇本協力：都乃河勇人
- 人物設定：飯塚晴子
- 音樂：折戶伸治、戶越馬込、麻枝准、三輪學（Manack）、PMMK
- 音響監督：本山哲
- 編輯：西山茂
- 色彩設計：石川恭介
- 攝影監督：中西智一
- 美術監督：水谷利春
- 動畫製作：J.C.STAFF
- 製作：Team Little Busters!

#### 主題曲
片頭曲
「Little Busters! 〜TV animation ver.〜」（第1-25話、番外篇）
作詞・作曲：麻枝准 / 編曲：MintJam / 歌：Rita
第15話後更換部分OP動畫
片尾曲
「Alicemagic 〜TV animation ver.〜」（第1-5、7-13、15-17、19-22、24-25話、番外篇）
作詞：都乃河勇人 / 作曲：折户伸治 / 編曲：MintJam / 歌：Rita
第15話更換部分ED動畫
「Alicemagic」（第6、18話）
作詞：都乃河勇人 / 作曲：折戸伸治 / 編曲：MintJam / 歌：Rita
（第14、23話）
作詞：樫田Reo / 作曲、編曲：PMMK / 歌：Rita
「Little Busters! 〜TV animation ver.〜」（第26話）
作詞・作曲：麻枝准 / 編曲：MintJam / 歌：Rita

### 第二季「Little Busters! 〜Refrain〜」
於第一期第26話片尾曲結束後，確定將製作第二期，標題定為《Little Busters! 〜Refrain〜》，於2013年10月5日播放，工作人員及配音演員有少部份變化。

#### 工作人员的变更
- 總作畫監督：飯塚晴子、岩倉和憲
- 新增音樂：水月陵、岩崎健一郎
- 西園美魚聲優：河原木志穗
- 製作：Team Little Busters! Refrain

#### 主題曲
片頭曲
「Boys be Smile」（第1-9話、第11-13話）
作詞・作曲：麻枝准 / 編曲：MANYO（arcane） / 歌：鈴湯
片尾曲
（第1、2、4、5、7、12話）
作詞：都乃河勇人 / 作曲：折戶伸治 / 編曲：nishi-ken / 歌：北泽绫香
「Song for friends」（第3、8、9話）
作詞・作曲：麻枝准 / 編曲：MintJam / 歌：Rita
「Hanabi」（第6話）
作詞・作曲：麻枝准 / 編曲： / 歌：Lia
「Boys be Smile」（第10話）
作詞・作曲：麻枝准 / 編曲：MANYO（arcane） / 歌：鈴湯
（第11話）
作詞・作曲：麻枝准 / 編曲：Manack（三輪學）/ 歌：Rita
「Little Busters! 〜Little Jumper ver.〜」（第13話）
作詞・作曲：麻枝准 / 編曲：中澤伴行、尾崎武士 / 歌：Rita
插入曲
「Song for friends」（第13話）
作詞・作曲：麻枝准 / 編曲：MintJam / 歌：Rita

### OVA「Little Busters! EX」

#### 主題曲
主題曲
「Little Busters! EX」（第1-8話）
作詞・作曲：麻枝准 / 編曲：MintJam / 歌：Rita
片尾曲
（第1-3話、第5話、第7話）
作詞・作曲：麻枝准 / 編曲：MANYO（arcane） / 歌：鈴湯
「Saya's Song」（第4話）
作詞・作曲：麻枝准 / 編曲：ANANT-GARDE EYES / 歌：Lia
「Alicemagic -Rockstar Ver.-」（第6話）
作詞：都乃河勇人 / 作曲：折戶伸治 / 編曲：MintJam / 歌：Rita
「Alicemagic 〜TV animation ver.〜」（第8話）
作詞：都乃河勇人 / 作曲：折戶伸治 / 編曲：MintJam / 歌：Rita
插入曲
「Little Busters! -Ecstasy Short Ver.-」（第8話）
作詞・作曲：麻枝准 / 編曲：中澤伴行、尾崎武士 / Remix：MintJam / 歌：Rita

### 各話標題
| 話數      | 日文標題 | 中文標題                     | 劇本       | 分鏡              | 演出              | 作畫監督                                                                                     | 總作畫監督        |
| 第1季     | 第1季    | 第1季                        | 第1季      | 第1季             | 第1季             | 第1季                                                                                        | 第1季             |
| --------- | -------- | ---------------------------- | ---------- | ----------------- | ----------------- | -------------------------------------------------------------------------------------------- | ----------------- |
| 第1話     |          | 隊名就叫…Little Busters      | 島田滿     | 山川吉樹          | 鈴木洋平 櫻井親良 | 梶谷光春、木村晃一                                                                           | 飯塚晴子          |
| 第2話     |          | 如果你覺得幸福，我也很幸福   | 島田滿     | 長井龍雪          | 高島大輔          | 龜谷響子、若山政志                                                                           | 音地正行          |
| 第3話     |          | 我喜歡可愛的事物             | 島田滿     | 堀之內元          | 上田茂            | 松井誠、服部憲知                                                                             | 飯塚晴子 音地正行 |
| 第4話     |          | 來製造幸福的陽光             | 島田滿     | 山川吉樹          | 橋本敏一          | 伊藤香織、松下郁子 梶谷光晴                                                                  | 飯塚晴子          |
| 第5話     |          | 尋找失落的東西               | 島田滿     | 松澤建一          | 松澤建一          | 安野將人                                                                                     | 音地正行          |
| 第6話     |          | 發現美好的事物吧             | 島田滿     | 山川吉樹          | 岡村正弘          | 吉田優子、岩倉和憲 梶谷光春、萩原弘光                                                        | 飯塚晴子          |
| 第7話     |          | 那麼猜猜我是誰？             | 島田滿     | 山崎貴            | 小野田雄亮        | 關口雅浩                                                                                     | 音地正行          |
| 第8話     |          | 一起去找室友的說             | 島田滿     | 島津裕行          | 鈴木健太郎        | 宮嶋仁志、龜谷響子 西川繪奈                                                                  | 飯塚晴子          |
| 第9話     |          | 拯救學校餐廳！               | 島田滿     | 石平信司          | 高島大輔          | 松下郁子、西村廣 吉元美紀、谷川政輝 伊藤香織、荻原弘光                                       | 音地正行          |
| 第10話    |          | 天之藍，海之藍               | 島田滿     | 上田茂            | 上田茂            | 松井誠、築山翔太 西川雅史、櫻井司 服部憲知、高澤美佳                                         | 飯塚晴子          |
| 第11話    |          | 恐怖納涼大會                 | 綾奈由仁子 | 八谷賢一          | 八谷賢一          | 安野將人、梶谷光春                                                                           | 音地正行          |
| 第12話    |          | 無邊無際的藍天               | 島田滿     | 岡村正弘          | 岡村正弘          | 片山敬介、吉田優子 上田峰子                                                                  | 飯塚晴子          |
| 第13話    |          | 前往終焉起始之處             | 島田滿     | 鈴木洋平          | 小野田雄亮        | 松園榮介 關口雅浩                                                                            | 音地正行          |
| 第14話    |          | 所以我要對你伸出援手         | 島田滿     | 島津裕行 山川吉樹 | 櫻井親良          | 西川繪奈 荻原弘光                                                                            | 飯塚晴子          |
| 第15話    |          | 呦呼，太棒了                 | 綾奈由仁子 | 松澤建一          | 松澤建一          | 池田廣明、熊田亞紀 谷川政輝、龜谷響子 沼津雅人、伊藤香織                                     | 音地正行          |
| 第16話    |          | 不要那樣看我                 | 島田滿     | 島津裕行          | 大嶋博之          | 清水勝祐、高澤美佳 寺尾憲治、荻原弘光                                                        | 飯塚晴子          |
| 第17話    |          | 我只是希望有人能陪我         | 島田滿     | 鈴木健太郎        | 鈴木健太郎        | 安野將人、梶谷光春 片山敬介                                                                  | 音地正行          |
| 第18話    |          | 答案就在你心中               | 島田滿     | 山川吉樹          | 橋本敏一          | 井本由紀、吉田優子 上田峰子                                                                  | 飯塚晴子          |
| 第19話    |          | 我一定會一直加油的           | 島田滿     | 岩崎良明          | 岩崎良明          | 西川繪奈、萩原弘光                                                                           | 飯塚晴子          |
| 第20話    |          | 治好單相思                   | 綾奈由仁子 | 石平信司          | 川井春太          | 服部憲知、瀧川和夫 鈴木佐智子                                                                | 音地正行          |
| 第21話    |          | 50海浬的天空                 | 島田滿     | 島津裕行          | 小野田雄亮        | 關口雅浩 松原榮介                                                                            | 飯塚晴子          |
| 第22話    |          | 我一定會回來的               | 島田滿     | 岡村正弘          | 岡村正弘          | 梶谷光春、伊藤香織 池田廣明、熊田亞輝                                                        | 音地正行          |
| 第23話    |          | 為了你心愛的事物             | 島田滿     | 山川吉樹          | 橋本敏一          | 安野將人、龜谷響子 片山敬介、松下郁子 梶谷光春                                               | 飯塚晴子          |
| 第24話    |          | 如果小鈴得到幸福，我也很幸福 | 島田滿     | 松澤建一          | 松澤建一          | 梶谷光春、西川繪奈 吉田優子、上田峰子                                                        | 音地正行          |
| 第25話    |          | 最後一個人                   | 島田滿     | 鈴木健太郎        | 鈴木健太郎        | 萩原弘光、小松原聖 新井博慧、內原茂                                                          | 飯塚晴子          |
| 第26話    |          | 最棒的夥伴們                 | 島田滿     | 山川吉樹          | 櫻井親良          | 龜谷響子、西村廣 松下郁子、安野將人 西川繪奈、上田峰子 梶谷光春、吉田優子 岩倉和憲、音地正行 | 飯塚晴子          |
| 番外篇    |          | 世界的齊藤由我來守護！       | 綾奈由仁子 | 松澤建一          | 松澤建一          | 岩倉和憲、西川繪奈                                                                           | 飯塚晴子          |
| 第2季     |          |                              |            |                   |                   |                                                                                              |                   |
| 第1話     |          | 那個突然降臨                 | 島田滿     | 山川吉樹          | 松澤建一          | 西川繪奈、岩倉和憲                                                                           | 飯塚晴子          |
| 第2話     |          | 那時也下著雨                 | 島田滿     | 櫻井親良          | 鈴木健太郎        | 松下郁子、上田峰子                                                                           | 飯塚晴子          |
| 第3話     |          | 我想一直留在這裡             | 島田滿     | 山川吉樹          | 橋本敏一          | 安野將人、龜谷響子                                                                           | 飯塚晴子          |
| 第4話     |          | 理樹與鈴                     | 島田滿     | 櫻井親良          | 松川朋弘          | 津熊健德、高乘洋子                                                                           | 飯塚晴子          |
| 第5話     |          | 最後的課題                   | 島田滿     | 松澤建一          | 松澤建一          | 山本真嗣、井口真理子 音地正行、高澤美佳                                                      | 岩倉和憲          |
| 第6話     |          | 逃亡的盡頭                   | 島田滿     | 山川吉樹          | 岡村正弘          | 西川繪奈、吉田優子 上田峰子、酒井智史                                                        | 飯塚晴子          |
| 第7話     |          | 5月13日                      | 島田滿     | 櫻井親良          | 橋本敏一          | 安野將人、龜谷響子 音地正行、保村成                                                          | 飯塚晴子          |
| 第8話     |          | 最強的證明                   | 島田滿     | 鈴木健太郎        | 鈴木健太郎        | 梶谷光春、大木良一 、酒井智史 細越裕治                                                       | 岩倉和憲          |
| 第9話     |          | 朋友的眼淚                   | 島田滿     | 山川吉樹          | 櫻美勝志          | 小松原聖、山本真嗣 高澤美佳、松下郁子 井口真理子                                             | 飯塚晴子          |
| 第10話    |          | 然後我將重新來過             | 島田滿     | 櫻井親良          | 守田藝成          | 山本真嗣、 大田謙治、                                                                        | 岩倉和憲          |
| 第11話    |          | 世界的終結                   | 島田滿     | 松澤建一          | 松澤建一          | 萩原弘光、西川繪奈 吉田優子                                                                  | 飯塚晴子          |
| 第12話    |          | 我有一個願望                 | 島田滿     | 山川吉樹          | 橋本敬一          | 高澤美佳、酒井智史 伊藤香織、龜谷響子 山田峰子                                               | 岩倉和憲          |
| 第13話    |          | Little Busters               | 島田滿     | 山川吉樹          | 櫻井親良          | 井口真理子、安野將人 松下郁子、音地正行 萩原弘光、小松原聖 西川繪奈                          | 飯塚晴子          |
| OVA（EX） |          |                              |            |                   |                   |                                                                                              |                   |
| 第1話     |          | 諜報員 朱鷺戶沙耶            | 島田滿     | 岡村正弘          | 岡村正弘          | 梶谷光春、伊藤香織 松下郁子                                                                  | 岩倉和憲          |
| 第2話     |          | 迷宮中的兩人                 | 島田滿     | 鈴木洋平          | 鈴木洋平          | 松原榮介、關口雅浩 小林史緒里                                                                | 岩倉和憲          |
| 第3話     |          | 黑暗執行部                   | 島田滿     | 櫻井親良 山川吉樹 | 鈴木洋平          | 松下郁子、岩田優子 梶谷光春、西川繪奈 井口真理子、萩原弘光                                   | 岩倉和憲          |
| 第4話     |          | 某時某地，再相會…            | 島田滿     | 山川吉樹          | 山川吉樹          | 梶谷光春、松下郁子 萩原弘光、井口真理子                                                      | 飯塚晴子          |
| 第5話     |          | 佐佐美，變成了貓             | 綾奈由仁子 | 古川知宏          | 橋本敏一          | 安野將人、音地正行 山本真嗣、龜谷響子 齋田博之                                               | 岩倉和憲          |
| 第6話     |          | 誰所期望的小小世界           | 綾奈由仁子 | 古川知宏          | 橋本敏一          | 龜谷響子、上田峰子                                                                           | 飯塚晴子          |
| 第7話     |          | 佳奈多的秘密                 | 綾奈由仁子 | 鈴木健太郎        | 鈴木健太郎        | 安野將人、                                                                                   | 飯塚晴子          |
| 第8話     |          | 我們的羈絆                   | 綾奈由仁子 | 鈴木健太郎        | 鈴木健太郎        | 西川繪奈、梶谷光春                                                                           | 飯塚晴子          |

### 播放電視台
日本深夜動畫：下文記載的日本国内播放時間使用日本標準時間（UTC+9）表示。因為部分時間标识會採用30小时制，因此請留意这类超过24:00的时间，其實際播放時間為翌日清晨。
| 播放地區   | 播放電視台      | 播放日期                      | 播放時間（UTC+9）                            | 所屬聯播網                      | 備註                      |
| 第1季      | 第1季           | 第1季                         | 第1季                                        | 第1季                           | 第1季                     |
| ---------- | --------------- | ----------------------------- | -------------------------------------------- | ------------------------------- | ------------------------- |
| 東京都     | TOKYO MX        | 2012年10月6日－2013年4月6日   | 星期六 22時30分－23時00分                    | 独立UHF局                       |                           |
| 神奈川縣   | 神奈川電視台    | 2012年10月6日－2013年4月6日   | 星期六 25時00分－25時30分                    | 独立UHF局                       |                           |
| 愛知縣     | 愛知電視台      | 2012年10月6日－2013年4月6日   | 星期六 26時20分－26時50分                    | 東京電視網                      |                           |
| 近畿廣域圈 | 每日放送        | 2012年10月6日－2013年4月6日   | 星期六 26時28分－26時58分                    | 日本新聞網                      | Anishower第2部            |
| 日本全國   | AT-X            | 2012年10月7日－2013年4月7日   | 星期日 20時00分－20時30分                    | 衛星電視                        | 有重播                    |
| 日本全國   | 萬代頻道        | 2012年10月12日－2013年4月12日 | 星期五 12時00分 更新                         | 網絡電視                        | 6.5日內限定免費配信       |
| 日本全國   | NICONICO頻道    | 2012年10月12日－2013年4月12日 | 星期五 12時00分 更新                         | 網絡電視                        |                           |
| 日本全國   | NICONICO直播    | 2012年10月12日－2013年4月12日 | 星期五 23時30分－24時00分                    | 網絡電視                        |                           |
| 日本全國   | BS11            | 2012年10月12日－2013年4月12日 | 星期五 24時30分－25時00分                    | 衛星電視                        | ANIME+節目                |
| 栃木縣     | 栃木電視台      | 2012年10月17日－2013年4月17日 | 星期三 23時30分－24時00分                    | 独立UHF局                       |                           |
| 群馬縣     | 群馬電視台      | 2012年10月17日－2013年4月17日 | 星期三 24時30分－25時00分                    | 独立UHF局                       |                           |
| 日本全國   | 萬代頻道        | 2012年10月25日－2013年4月25日 | 星期四 24時00分 更新                         | 網絡電視                        |                           |
| 香港       | Animax香港      | 2013年12月17日－2014年1月21日 | 星期一至五晚上9:00                           | 有線電視 寬頻電視               | UTC+8 有重播              |
| 臺灣       | Animax          | 2014年3月3日－3月28日         | 每天18:30－19:00                             | 有線電視                        | UTC+8 含中配、重播時段    |
| 第2季      |                 |                               |                                              |                                 |                           |
| 日本全國   | AT-X            | 2013年10月5日－12月28日       | 星期六 20時30分－21時00分                    | 衛星電視                        | 有重播                    |
| 東京都     | TOKYO MX        | 2013年10月5日－12月28日       | 星期六 22時30分－23時00分                    | 獨立UHF局                       |                           |
| 愛知縣     | 愛知電視台      | 2013年10月5日－12月28日       | 星期六 26時20分－26時50分                    | 東京電視網                      |                           |
| 近畿廣域圈 | 每日放送（MBS） | 2013年10月5日－12月28日       | 星期六 26時58分－27時28分                    | 日本新聞網                      | Anishower第3部            |
| 中國大陸   | 搜狐视频        | 2013年10月6日－               | 星期日 1时00分 更新 （UTC+8）                | 网络电视                        | UTC+8简体中文字幕         |
| 日本全國   | BS11            | 2013年10月7日－12月30日       | 星期一 24時30分－25時00分                    | 衛星電視                        | ANIME+節目                |
|            | ANIPLUS         | 2013年10月10日－2014年1月2日  | 星期四 22时00分－22时30分                    | 衛星電視 IPTV 有线电视 网络电视 | 15岁以上可收看 韩国语字幕 |
| 臺灣       | Animax          | 2015年6月24日－7月6日         | 每天18:30－19:00                             | 有線電視                        | UTC+8 有重播時段          |
| 香港       | Animax          | 2015年10月12日－11月2日       | 星期一至二 20:00－21:00 11月2日 20:00－20:30 |                                 | UTC+8                     |

## 評價
2007年6月至7月，《Little Busters!》登上了日本全国电脑游戏预售榜第2名。2007年7月27日發售的《Little Busters!》的初回限定版在2007年7月的日本全国电脑游戏销售榜上排名第一名。《Little Busters!》在日本美少女游戏与动画相关商品销售网站Getchu.com的2007年销量榜上排名第一名。2008年9月時《電擊G's magazine》另外舉辦了「什麼遊戲讓你哭了」的投票票選活動，其中《Little Busters!》成為前10名的行列而排名第10名，而其他同樣由Key公司所推出的《AIR》則排名第7名、《Kanon》排名第五名以及《CLANNAD》排名第2名。2008年10月30日，官方網誌宣布EX版本銷售突破10萬套。

## 外部連結
- 遊戲官方網站 （页面存档备份，存于）（日語）
- PS3版官方網站 （页面存档备份，存于）（日語）
- NS版官方網站 （页面存档备份，存于）（日語）
- EX版官方網站（页面存档备份，存于）（日語）
- 《Little Busters!》電視動畫版官方網站 （页面存档备份，存于）（日語）
- 《Little Busters! 〜Refrain〜》電視動畫版官方網站 （页面存档备份，存于）（日語）
- 《Little Busters! EX》電視動畫版官方網站 （页面存档备份，存于）（日語）
- Key Official Home Page （页面存档备份，存于）（日語）